# Hopfenmühle (Windsbach)

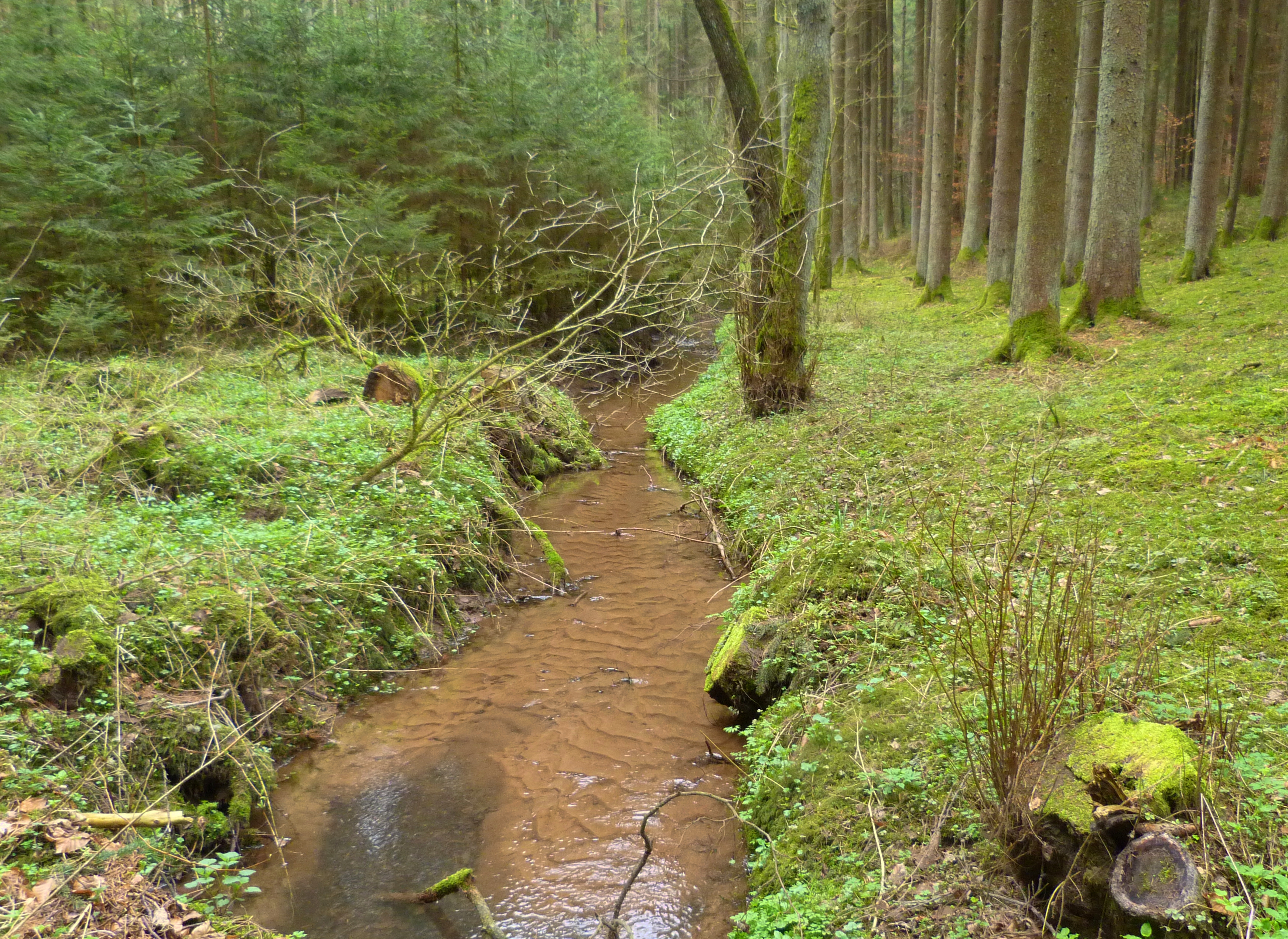
Der Hopfengraben

Hopfenmühle (fränkisch: Hopfe-mil) ist ein Gemeindeteil der Stadt Windsbach im Landkreis Ansbach (Mittelfranken, Bayern). Hopfenmühle liegt in der Gemarkung Sauernheim.

## Geografie
Die vom Wald umgebene Einöde liegt circa dreieinhalb Kilometer westlich von Windsbach im Tal des Hopfengrabens. Etwas nördlich entspringt der Weihergraben, beide fließen rechts in die Fränkische Rezat. Eine Gemeindeverbindungsstraße führt nach Sauernheim (1,5 km südwestlich) bzw. nach Neuses bei Windsbach (1,5 km östlich).

## Geschichte
Der Ort wurde nach dem Dreißigjährigen Krieg als Walkermühle erbaut und bis 1804 auch als „Walckmühl“ bezeichnet. 1804 wurde sie erstmals Hopfenmühle genannt, vermutlich nach dem Familiennamen des damaligen Besitzers (Hopf).
Gegen Ende des 18. Jahrhunderts gehörte die Hopfenmühle zur Realgemeinde Sauernheim. Sie hatte das brandenburgisch-ansbachische Kastenamt Windsbach als Grundherrn. Unter der preußischen Verwaltung (1792–1806) des Fürstentums Ansbach erhielt die Hopfenmühle bei der Vergabe der Hausnummern die Nr. 24 des Ortes Sauernheim. Von 1797 bis 1808 unterstand der Ort dem Justiz- und Kammeramt Windsbach.
Im Rahmen des Gemeindeedikts wurde die Hopfenmühle dem 1808 gebildeten Steuerdistrikt Sauernheim und der 1810 gegründeten Ruralgemeinde Sauernheim zugeordnet. Diese wurde am 1. Januar 1974 im Zuge der Gebietsreform in Bayern in die Stadt Windsbach eingegliedert.

### Einwohnerentwicklung
| Jahr      | 001818 | 001840 | 001861 | 001871 | 001885 | 001900 | 001925 | 001950 | 001961 | 001970 | 001987 |
| Einwohner | 6      | 5      | 5      | 8      | 7      | 7      | 6      | 4      | 5      | 7      | 6      |
| Häuser    | 1      | 1      |        |        | 1      | 1      | 1      | 1      | 1      |        | 1      |
| Quelle    | [ 15 ] | [ 16 ] | [ 17 ] | [ 18 ] | [ 19 ] | [ 20 ] | [ 21 ] | [ 22 ] | [ 23 ] | [ 24 ] | [ 1 ]  |

## Religion
Der Ort ist evangelisch-lutherisch geprägt und nach St. Margareta (Windsbach) gepfarrt. Die Einwohner römisch-katholischer Konfession waren ursprünglich nach St. Nikolaus (Mitteleschenbach) gepfarrt, heute ist die Pfarrei St. Bonifatius (Windsbach) zuständig.